# El Cojolite, Tlacolulan
El Cojolite är en ort i Mexiko.   Den ligger i kommunen Tlacolulan och delstaten Veracruz, i den sydöstra delen av landet, 220 km öster om huvudstaden Mexico City. El Cojolite ligger 1 945 meter över havet och antalet invånare är 163.
Terrängen runt El Cojolite är kuperad åt sydost, men åt nordväst är den bergig. Runt El Cojolite är det ganska tätbefolkat, med 172 invånare per kvadratkilometer. Närmaste större samhälle är Xalapa, 19,9 km sydost om El Cojolite. I omgivningarna runt El Cojolite växer huvudsakligen savannskog.